# Erkin Szajchow
Erkin Turdyjewicz Szajchow (ros. Эркин Турдыевич Шайхов, ur. 1927, zm. 3 lipca 2009 w Taszkencie) – polityk Uzbeckiej SRR.

## Życiorys
Ukończył Taszkencki Instytut Rolniczy, od 1947 należał do WKP(b), od 1948 kierował jednym z wydziałów KC Komsomołu Uzbekistanu, był I sekretarzem Komitetu Obwodowego Komsomołu w Taszkencie i do 1954 instruktorem KC Komunistycznej Partii Uzbekistanu. Był akademikiem Akademii Nauk Uzbeckiej SRR i profesorem, w 1954 został sekretarzem rejonowego komitetu KPU, później do marca 1962 był sekretarzem Komitetu Obwodowego KPU w Taszkencie. Od marca 1961 do stycznia 1963 był przewodniczącym Komitetu Wykonawczego Taszkenckiej Rady Obwodowej, od stycznia 1963 do grudnia 1964 przewodniczącym Komitetu Wykonawczego Taszkenckiej Wiejskiej Rady Obwodowej, od grudnia 1964 do 1971 ponownie przewodniczącym Komitetu Wykonawczego Taszkenckiej Rady Obwodowej, 1973-1974 ministrem gospodarki wolnej Uzbeckiej SRR, a 1975-1991 rektorem Taszkenckiego Instytutu Rolniczego/Taszkenckiego Państwowego Uniwersytetu Agrarnego. Był deputowanym do Rady Najwyższej ZSRR 6 kadencji. W 2006 został odznaczony wietnamskim Orderem Przyjaźni.